# Instituto Federal de Tecnologia de Zurique
O Instituto Federal de Tecnologia de Zurique (ETHZ, do alemão Eidgenössische Technische Hochschule Zürich), encontra-se em Zurique na Suíça, e é referido normalmente por «ETHZ», «ETH» ou «Poly» (do seu nome original Polytechnikum).
A ETHZ é considerada a quinta melhor universidade do mundo no ramo de engenharia e tecnologia, pela QS World University Rankings by Subject. Está classificada como a oitava melhor universidade do mundo na QS World University Rankings 2016 edition, sendo a melhor universidade da Europa continental. Segundo rankings recentes, a ETHZ aparece como a quarta melhor escola de arquitetura do mundo, na frente de outras instituições como a Universidade de Cambridge, a Universidade da Califórnia em Berkeley, a Universidade da Califórnia em Los Angeles, a Universidade de Stanford, a Universidade de Princeton, a Universidade de Cornell e da Universidade de Harvard.
Vinte e um estudantes e professores foram laureados com o Prémio Nobel, sendo o mais famoso Albert Einstein.
Na escola de arquitetura, Pierre de Meuron e Jacques Herzog, que foram alunos da ETHZ e são atuais professores da instituição, receberam o Prêmio Pritzker de 2001, considerado o Prêmio Nobel da área.
Lino Guzzella é o presidente da Universidade e Sarah Springman é a reitora.

## História

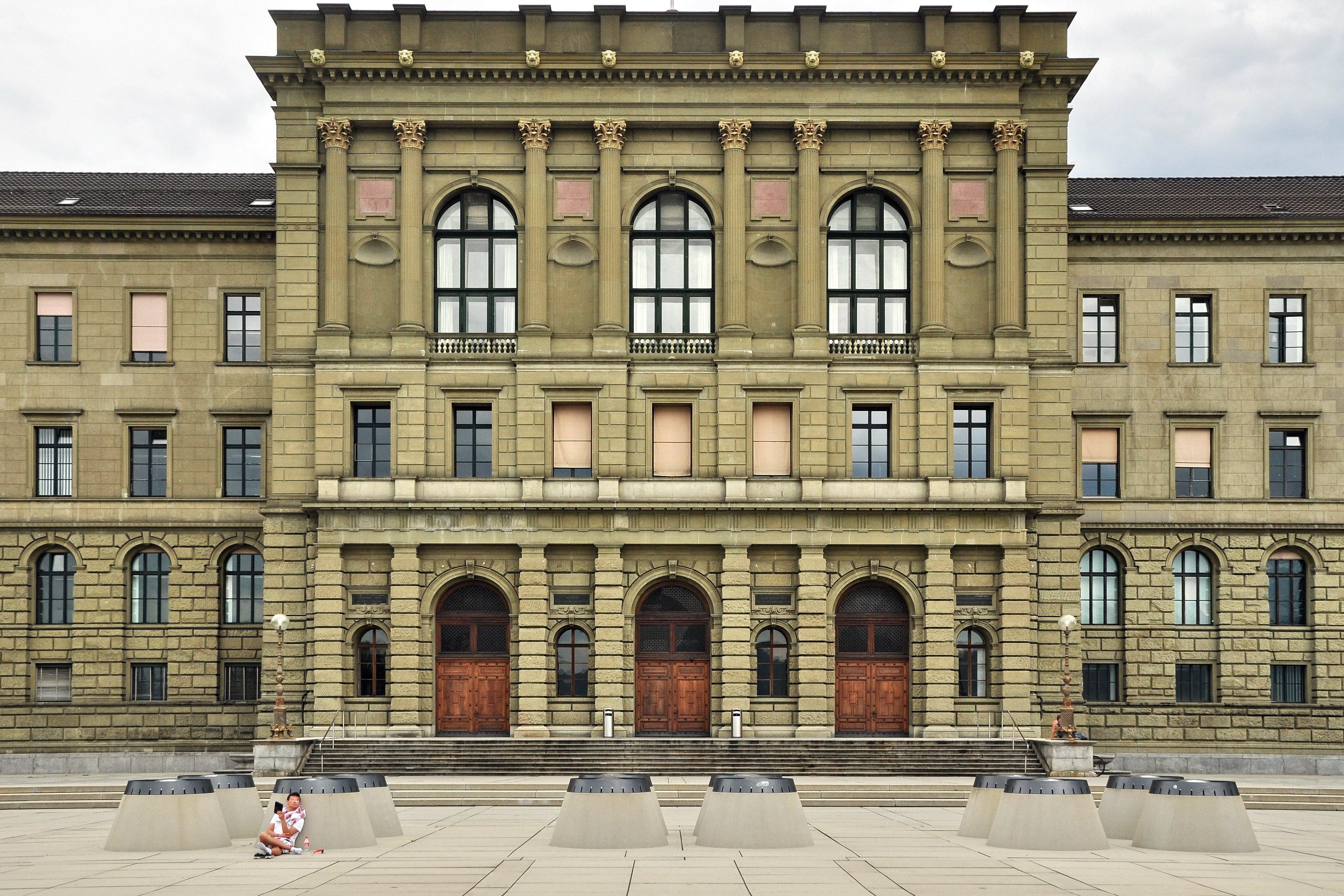
O edifício principal

A ETHZ foi fundada em 1854 e recebeu os primeiros alunos em 1855 no que então se chamava Escola Politécnica Federal Suíça (alemão: Eidgenössische Polytechnische Schule). Tinha seis departamentos: arquitectura, construção civil, construção mecânica, silvicultura e um departamento genérico com matemática, as ciências naturais, a literatura e as ciências sociais e políticas. Em 1993 a ETHZ, o EPFL de Lausana e mais quatro institutos de pesquisa associam-se em Domínio das Escolas Federais que é administrado pelo conselho das escolas politécnicas.
Quando deixou de ser a única Escola Politécnica Federal Suíça pelo aparecimento da Escola Politécnica Federal de Lausana (EPFL) — tão exigente  como o seu homónimo de Zurique — a ETHZ começou a ser conhecida também como Escola Politécnica Federal de Zurique (EPFZ).

## Pessoas famosas

### Prémios Nobel

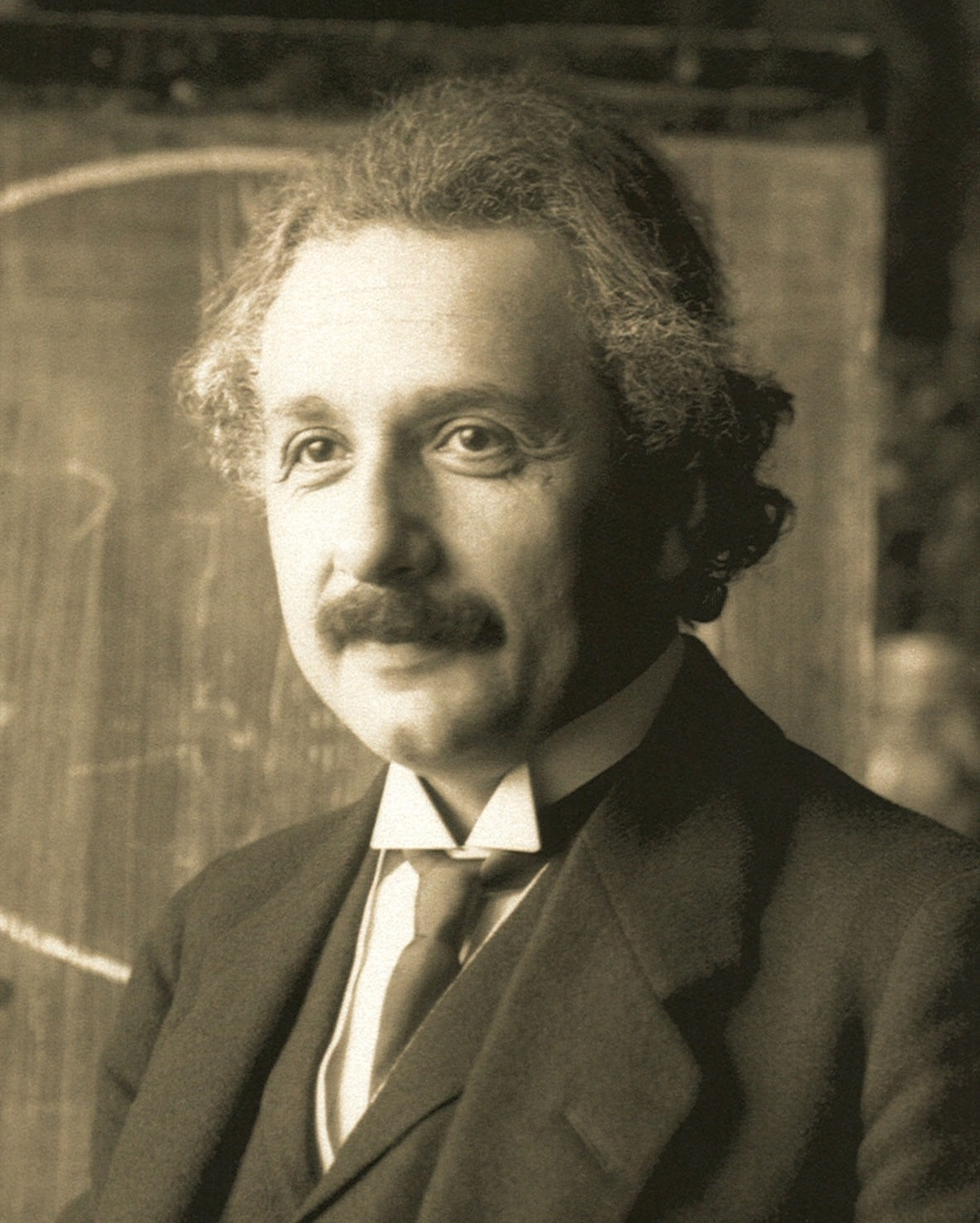
Albert Einstein em 1921

Muitos suíços laureados com prémios Nobel estão associados com a ETHZ:
- 1901 Wilhelm Conrad Röntgen (Física) — estudou na ETHZ
- 1913 Alfred Werner (Química) — Professor
- 1915 Richard Martin Willstätter (Química) — Professor
- 1918 Fritz Haber (Química) — estudou na ETHZ
- 1920 Charles Édouard Guillaume (Física) — estudou na ETH
- 1921 Albert Einstein (Física) — estudante de matemática na ETHZ entre 1896 e 1900 e Professor de física teórica na ETHZ entre 1912 e 1916
- 1936 Peter Debye (Química) — Professor ETHZ
- 1938 Richard Kuhn (Química) — Professor entre 1926 e 1929
- 1939 Leopold Ruzicka (Química) — Professor ETHZ
- 1943 Otto Stern (Física) — Palestrante senior ETHZ (1914)
- 1945 Wolfgang Pauli (Física) — Professor na ETHZ
- 1950 Tadeus Reichstein (Medicina) — estudou na ETHZ
- 1952 Felix Bloch (Física) — estudou na ETHZ
- 1953 Hermann Staudinger (Química) — palestrante na ETHZ de 1912 até 1926
- 1975 Vladimir Prelog (Química) — Professor na ETHZ
- 1978 Werner Arber (Medicina) — estudou na ETHZ
- 1986 Heinrich Rohrer (Física) — junto com Gerd Binnig; Rohrer estudaram na ETHZ
- 1987 Johannes Georg Bednorz e Karl Alexander Müller (Física) — ambos estudaram na ETHZ
- 1991 Richard Robert Ernst (Química) — Professor na ETHZ
- 2002 Kurt Wüthrich (Química) — Professor na ETHZ

### Outros
- Max Frisch (Arquitetura) — estudou na ETHZ
- Bernard Tschumi (Arquitetura) — estudou na ETHZ
- Herzog & de Meuron (Arquitetura) — ambos estudaram na ETHZ e trabalharam juntos em 1999 como Professores na ETHZ, receberam o Prêmio Pritzker em 2001
- Em Ciência da computação, Niklaus Wirth (desde 1999 Professor emeritus) recebeu o Prêmio Turing em 1984.